# Беклемишевы
Беклеми́шевы — древний дворянский род.
При подаче документов (12 мая 1686), для занесения рода в Бархатную книгу, была подана совместная родословная роспись Беклемишевых и Змеевых и представлены шесть царских грамот (1491—1639), из которых самые древние (1491) жалованная грамота Ивана III, Семёну Васильеву сыну Беклемишева на половину г. Русса и Фёдору Михайловичу Беклемишеву на волость Шеренковская Лука в Московском уезде (1496).

## Происхождение
Согласно родословным легендам, происходит от «мужа честна» Льва Ивановича (по другим источникам Гавриила), якобы выехавшего «из Прус» на службу к московскому великому князю Василию I Дмитриевичу. У Льва были правнуки: Флор Дмитриевич и Фёдор Елизарович. От первого пошли Орловы, а от второго — Беклемишевы. Родоначальник Лев Иванович дал начало дворянским фамилиям: Змиевы, Козловы, Щулепниковы, Беклемишевы. В родословной книге из собрания князя М. А. Оболенского о родственных родах Беклемишевых записано: Род Беклемишевых, а от них пошли —  Орловы, Змиевы, Спячие, Козловы, Тверетиновы, Янцовы, Череповы, Куроедовы, Хреновы, Берсенёвы, Саблины.
По предположению П. Н. Петрова, в реальности родоначальник Беклемишевых был из новгородской знати. Его правнуком считается живший при Василии I фактический родоначальник Беклемишевых — Фёдор Елизарович, носивший прозвище «Беклемиш», что по-татарски значит «охраняющий, сторожащий» — как полагают, прозвище означало неповоротливого человека, словно закутанного в толстый зипун-беклемиш, который носили зимой сторожа или начальник ночного сторожевого поста, ночной охраны.

## История рода
Внуком Фёдора Беклемиша — Семён Васильевич Беклемишев, боярин Ивана III, воевода в Алексине (1473), пытавшийся защищать городок от нашествия хана Золотой Орды Ахмата. Его брат Никита Васильевич Беклемишев ездил послом в Крым (1474—1475). Сын его, большой боярин Иван Никитич Беклемишев, видный дипломат, прозван «Берсень» — «Крыжовник» (за острый язык), был приставом при имперском после Делаторе (1490), посол в Польше (1492), посол в Крым к Менгли-Гирею (1502), входил в кружок Максима Грека. Его двор в Кремле примыкал к угловой башне Кремля (берег Москвы-реки у Васильевского спуска), получившей с того времени название «Беклемишевской».
Впоследствии Берсень Беклемишев попал в опалу, привлечен к делу Максима Грека, всплыли его неодобрительные высказывания о великом князе, а также митрополите Данииле за позволение им развода Василия III с Соломонией Сабуровой. Он был казнен на льду Москвы-реки зимой (1525). Двор его в Кремле отписан на государя и превращен в пыточный двор.
Другой внук Фёдора Беклемиша, Фёдор Васильевич Беклемишев по прозвищу «Змий» стал родоначальником дворян Змиевых.
В царствование Ивана Грозного Беклемишевы занимали видные посты. Игнатий-Истома Игнатьевич Беклемишев убит при взятии Казани (2 октября 1552), Леонтий Юрьевич Беклемишев воевода в Новгороде (1569).
В XVII веке Беклемишевы занимают более низкое положение — они упоминаются в качестве судей и дьяков, воевод провинциальных городов. Василий Михайлович Беклемишев Одинец 2-й судьёй Судного приказа, воевода в Сибири. Возможно, его братьями были Никифор, Никита и Алексей Михайловичи, бывшие соответственно воеводой в Астрахани, 2-м судьёй Судного приказа и воеводой в Туринске и Тюмени. Семён Назанович, черноярский воевода (1667), избит и изувечен казаками Степана Разина: «воровские казаки воеводу, Семёна Беклемишева, ограбили без отстатку, руку ему, Семёну, чеканом порубили и плетьми били». Жилец московский Василий Романович привез царю Алексею Михайловичу текст Андрусовского договора с Польшей, за что получил землю и поместье в Козельском уезде (1667). Его брат Василий Романович и сын их двоюродного брата Иван Данилович стольники в правление Софьи Алексеевны. Григорий Исаевич служил денщиком у Петра I. Пётр Иванович Беклемишев агент (дипломатический представитель низшего ранга) Петра I в Италии.
Сорок один представитель рода владел населёнными имениями (1699).

## Ветви Беклемишевых
В XIX Беклемишевы были внесены в дворянские родословные книги нескольких губерний.
Московская ветвь, в лице Щадриных-Беклемишевых, происходила от Александра Васильевича Беклемишева.
Ряд ветвей происходили от жившего на рубеже XV—XVI веков Игнатия Григорьевича Козла (сына Григория Васильевича Слезы, правнука Фёдора Беклемиша). От него происходили упомянутый жилец Василий Романович (VI-колено), правнуку которого, однако, не удалось доказать по Калужскому дворянскому собранию своих прав на дворянство.
Рязанская ветвь Беклемишевых, вела своё начало от Тимофея Борисовича, правнука Фёдора Григорьевича Беклемишева, жившего в эпоху Смуты, приходился правнуком Игнатию Козлу. Его потомками были зарайские помещики Иван Беклемишев († 1717) и Борис Иванович, от которого и произошли все рязанские Беклемишевы.
Владимирская ветвь от сына Тимофея Борисовича — Якова Тимофеевича и его потомков: секунд-майора Петра Яковлевича, Николая Петровича, Дмитрия и Петра Николаевичей, признанных дворянами по определению владимирского депутатского собрания (03 марта 1795).
Вологодская ветвь от Григория Тимофеевича Беклемишева и его потомков, вологодских помещиков: Степана Григорьевича († 1631), Михаила Степановича, Матвея Михайловича († 1698), Дмитрия Матвеевича. От него происходил Александр Васильевич (VI-колено), внесенный (1795) в VI часть «Родословной книги» по определению Вологодского депутатского собрания. Брат его, действительный статский советник Сергей Васильевич, имел сына Николая — историка, автора труда «Опыт повествования о России».
Калужская ветвь от потомков Григория Тимофеевича: Фёдора Григорьевича, Матвея Фёдоровича, ротмистра рейтарского строя Андрея и Дмитрия Матвеевичей (1678), Фёдора и Кирилла Андреевичей. У Кирилла был сын Михаил Кириллович, помещик мещовский. Сын последнего Илларион (род. 1746, вышел в отставку со званием секунд-майора (1774), внесён в родословную книгу Калужской губернии (1804)). Сыновья Иллариона: Дормидонт, Дмитрий, Аркадий (шталмейстер, род 1798), Порфирий.
Нижегородская ветвь записана (1845) в родословную книгу по Горбатовскому уезду в лице поручика Михаила Александровича Беклемишева и его сыновей: Александра, Алексея, Василия.
Тверская ветвь от Ивана Титыча Беклемишева (начало XVII в.).
Саратовская ветвь от Ивана Фомича Беклемишева (начало XVI в.).
Сибирская ветвь. Представители этой ветки состояли на различных службах в городах: Таре, Тюмени, Тобольске, Туринске, Мангазее, Туруханске, Иркутске. Родоначальником данной ветки стал мещовский боярский сын Илья Беклемишев, отправленный на службу в Тару (1596). Также на службе состояли воеводы: Михаил Саввич, Михаил Петрович, Алексей Михайлович, Матвей Алексеевич, Василий Михайлович (по прозванию Одинец. В Тобольске проживал секунд-майор Яков Беклемишев (1741). В Иркутске проживал из города Стокгольма шведской нации Михаил Васильевич Беклемишев 60 лет (1748).

## Женские представители рода
Из рода Беклемишевых  происходила мать князя Д. М. Пожарского Ефросинья Федоровна и мать М. И. Кутузова Анна Илларионовна.

## Известные представители
- Беклемишев Никита Михайлович — землевладелец в Вотской пятине (1500).
- Беклемишев Иван — воевода на Белоозере (1600).
- Беклемишев Семён — голова, воевода в Воронеже (1602—1603).
- Беклемишев Семён — воевода в Алатыре (1614).
- Беклемишев Василий — воевода в Зарайске (1626—1629).
- Беклемишев Дмитрий — воевода в Михайлове (1629).
- Беклемишев Никифор Михайлович — воевода в Суздале (1645—1647), Астрахани (1658—1660).
- Беклемишев Одинец (Василий) Михайлович — воевода в Терках (1645—1648), Белой (1655—1657), Тобольске (1659—1660).
- Беклемишев Фома Константинович — стольник патриарха Филарета (1627—1629), воевода в Арзамасе (1655), Елатьме (1665).
- Беклемишев Иван Титович — воевода в Устюжне-Железопольской (1658).
- Беклемишев Федосей — воевода в Болхове (1660).
- Беклемишев Фёдор Корнильевич — воевода в Тотьме (1663).
- Беклемишев Семён Яковлевич — стряпчий с платьем (1627—1629), московский дворянин (1658—1668), воевода в Астрахани (1663—1666).
- Беклемишев Иван — воевода в Чугуеве (1664).
- Беклемишев Алексей Михайлович — воевода в Туринске (1664—1670), Тюмени (1670).
- Беклемишев Борис — воевода в Зарайске (1665).
- Беклемишев Матвей Алексеевич — воевода в Туринске (1670).
- Беклемишев Михаил Петрович — стряпчий, стольник, воевода в Шацке (1677), Туруханске (1680—1681).
- Беклемишев Борис Иванович — воевода в Мещовске (1677—1681)[10].
- Беклемишев Илья Иванович — стольник царицы Евдокии Фёдоровны (1686), стольник царицы Натальи Кирилловны (1692).
- Беклемишевы: Алексей, Перфирий и Иван Васильевичи, Алексей и Тихон Михайловичи, Яков, Семён, Пётр, Никита, Борис, Иван и Ермил Ивановичи, Василий и Иван Михайловичи, Дмитрий Фёдорович, Иван Петрович, Иван и Моисей Романовичи, Иван, Иван большой и меньшой Семёновичи, Игнатий и Родион Алексеевич, Михаил большой и меньшой Петровичи — стольники (1627—1692).
- Беклемишевы: Афанасий Константинович, Василий Афанасьевич, Василий Романович, Василий, Василий меньшой Семёновичи, Дмитрий и Пахом Петровичи, Иван Данилович, Иван и Фёдосей Титовичи, Кирилл и Клементий Ивановичи, Матвей Григорьевич, Михаил Одинцов, Никита Иванович (постригся в 1649), Пётр, Никифор и Одинец Михайловичи, Семён Назарьевич, Фёдор Кириллович — московские дворяне (1627—1692)[11].

## Представители рода в XX веке
- Беклемишев, Владимир Александрович (1861—1919), русский скульптор.
- Беклемишев, Владимир Николаевич (1890—1962), советский зоолог.
- Беклемишев, Дмитрий Владимирович (1930—2021), советский, русский математик.
- Беклемишев, Константин Владимирович (1928—1983), советский зоолог и гидробиолог, сын В. Н. Беклемишева.
- Беклемишев, Лев Дмитриевич (род. 1967), российский математик, сын Д. В. Беклемишева.
- Беклемишев, Михаил Николаевич (1858—1936) — русский военный моряк, генерал-майор, один из первых российских подводников.
- Беклемишев, Николай Николаевич (1857—1934) — русский моряк, генерал-майор, гидрограф, писатель.
- Беклемишев, Юрий Соломонович (1908—1941) — советский писатель, псевдоним: Юрий Соломонович Крымов.

## Породненные роды
- Богомольцы
- Тихоцкие